# Jedilni oslez
Jedilni oslez ali okra (znanstveno ime Abelmoschus esculentus), imenovana tudi bamija, quiabo (Brazilija),  quimbombó (Kuba) bamya (arabske dežele, Turčija, Grčija) je rastlina iz družine slezenovk (Malvaceae). Izhaja iz južne Afrike, natančneje iz Etiopije. 

## Opis
Je eno ali dvoletnica. Grm zraste okoli 1-2 m visoko. Listi so 10 do 20 cm dolgi. Njeni plodovi so zelene barve, podolgovati. Stroki so 5 do 20 cm dolgi, šesterokotne oblike, mesnati in imajo večje število drobnih, okrognil semen, ki so užitna. Ima okrogle ali ovalne trokrpaste liste. Cvet se odpira samo zjutraj. Jedilni oslez vsebuje lepljivo tekočino. Dobro prenaša sušo.

## Uporaba v kuhinji
Jedilni oslez je ena izmed najstarejših vrst zelenjave, ki se uporablja v kuhinji. Egipčani so ga že pred 3000 letih gojili na bregovih Nila, splošno se sadi že več kot 4000 let. Danes je razširjen skoraj po celem svetu. V ZDA je prišel v času trgovanja s sužnji. Na Balkanski polotok so ga prinesli Turki. 
Med najpomembnejšimi državami, ki gojijo jedilni oslez, so dandanes Indija, Pakistan in Nigerija. Priljubljen je tudi v mnogih drugih državah, npr. v Braziliji, Turčiji in Grčiji.  

### Plod
Podolgovati zeleni plodovi se obirajo, ko so še mladi, majhni in čvrsti. Običajno rastlina obrodi že dva meseca po sajenju. Mladi plodovi se lahko uživajo tudi surovi, samo rahlo posoljeni. Plodovi se obirajo vsak dan, saj sicer hitro prerastejo in postanejo manj uporabni. Neumiti plodovi se shranjujejo v hladilniku, mokri/vlažni plodovi hitro postanejo sluzasti in mehki, zato je treba okro samo nežno obrisati s papirnato brisačo. V hladilniku se lahko hrani le od dva do tri dni. Konzervira se lahko s sušenjem, zamrzovanjem ali tudi mariniranjem. Ko začnejo konice plodov temneti, bodo plodovi hitro zgnili, zato jih je treba takoj uporabiti ali zavreči. Pri pripravi jedilnega osleza je treba paziti, da se ne kuha v železnih ali bakrenih posodah, saj njihove kemične značilnosti nanj vplivajo tako, da postane črn. 

### Listi
Podobno kor okrine plodovi se lahko uporabijo tudi listi rastlin, ki jih ponekod jedo surove v solati. Ker kuhana okra izloča sluzasto, lepljivo snov, se lahko kuhani okrini listi uporabijo tudi za zgostitev različnih juh in omak.

### Semena
Zrela semena sadeža se prepražena lahko uporabljajo kot kavni nadomestek. Iz okrinih semen stiskajo tudi olje, ki je zelenkastorumene barve in bogato z nenasičenimi maščobami.

## Okra v svetu
Okro veliko uporabljajo v indijski in afriški kuhinji, v Evropi in Severni Ameriki pa je bolj malo poznana. V Egiptu, Grčiji, Iranu, Iraku, Jordaniji, Libanonu, Turčiji, Jemnu in Cipru je okra nepogrešljiva v enolončnicah iz zelenjave in mesa. V indijski in pakistanski kuhinji jo pripravljajo v omaki. V zahodnem delu Indije je okra najbolj priljubljena zelenjava in jo postrežejo skoraj vsak dan. Na Karibih okro kuhajo in je pogosta sestavina ribjih juh. Na Haitiju jo kuhajo z rižem in koruzo ter pripravljajo kot omako k mesu. Nedavno je okra postala izjemno priljubljena tudi v japonski kuhinji, kjer jo postrežejo s sojino omako, ocvrto v tempuri. Ocvrto okro nam bodo ponudili tudi v južnih državah Združenih držav Amerike, kjer male, še ne čisto dozorele plodove vlagajo v kis. V Braziliji je izjemno popularna jed Frango com quiabo (piščanec z okro), v Južni Karolini poznajo enolončnico gumbo, katere osnovna sestavina je prav tako okra. Nepogrešljiva je tudi v nigerijski nacionalni juhi in v vietnamski tradicionalni jedi Canh chua. Sicer pa je okra odlična v jedeh s paradižnikom, čebulo in koruzo ter se ujema s školjkami in ribami. Ima mil okus, ki morda rahlo spominja na jajčevec.

## Prehranska vrednost
Mladi nedozoreli plodovi (100 g) 158 kJ/38 kcal: 2,4 % beljakovin, 7,6 % ogljikovih hidratov, 0,3 % maščob, minerali (250 mg kalija, 92 mg kalcija, 50 mg fosforja, 3 mg natrija, 0,6 mg železa, baker, kobalt, cink, žveplo, silicij, vanadij), vitamini (provitamini A, B in C), sluzi, dišavna olja, celuloza, pektin; nič holesterola. 